# Scapania rufidula
Scapania rufidula là một loài rêu trong họ Scapaniaceae. Loài này được Warnst. mô tả khoa học đầu tiên năm 1921.